# Hendrik Anchemant II
Hendrik Anchemant II (Brugge, 8 oktober 1611 - 10 juli 1669), heer van Ponseele, was burgemeester van schepenen van Brugge.

## Levensloop
Hij was de oudste zoon van burgemeester Hendrik Anchemant. In 1626 werd hij ingeschreven als lid van het ambacht van de viskopers.
Hij begon aan zijn loopbaan als officier in het Waals regiment van de Anthonie Schetz, graaf van Grobbendonk. Hij klom op tot de graad van luitenant-kolonel en liep verwondingen op tijdens de Slag bij Rocroi (1643). Hij stelde toen een einde aan zijn militaire loopbaan en kwam terug naar Brugge, waar zijn vader dat jaar was overleden. 
In 1654 trouwde hij in Brugge met Anna de Grass. Ze bleven zonder nakomelingen.
In 1643 werd hij lid van de Sint-Jorisgilde van kruisboogschutters. In 1661 werd hij hoofdman van de Rederijkerskamer van de Heilige Geest. Hij werd ook voogd van het Sint-Janshospitaal. Zijn portret werd geschilderd door Jacob I van Oost, en wordt bewaard in het Sint-Janshospitaal (museum) in de reeks van de voogdenportretten.

## Stadsbestuur
Zonder eerst het gewone curriculum te hebben doorlopen van raadslid en schepen, werd hij in 1660 burgemeester van de schepenen en bleef deze hoogste functie bekleden tot in 1662. Hij werd vervolgens nog gedurende drie jaar schepen.

## Bron
- Stadsarchief Brugge, Lijst van de wetsvernieuwingen.